# Åmossarna
Åmossarna är en samling sjöar i Trelleborgs kommun i Skåne och ingår i Nybroån-Sege ås kustområde. Området ligger 27 meter över havet och har en vattenyta på ungefär 0,1 kvadratkilometer. Endast få av dem har en yta större än en hektar, vilket är gränsen för att finnas med i VISS. 
Sjöarna är dödisgropar, som bildats genom att isblock som vid istidens slut bäddades in i moränen smälte bort. Området är av geologiskt och ornitologiskt intresse.

## Delavrinningsområde (614376-133006)
Åmossarna är en sjö och ingår i Nybroån-Sege ås kustområde. Sjön har en area på 0,0695 kvadratkilometer och ligger 27 meter över havet.
Åmossarna ingår i det delavrinningsområde (614376-133006) som SMHI kallar för Mynnar i havet. Medelhöjden är 33 meter över havet och ytan är 36,24 kvadratkilometer. Det finns inga avrinningsområden uppströms utan avrinningsområdet är högsta punkten. Avrinningsområdets utflöde mynnar i havet. Avrinningsområdet består mestadels av jordbruk (84 %). Avrinningsområdet har 0,1 kvadratkilometer vattenytor vilket ger det en sjöprocent på 0,3 %. Bebyggelsen i området täcker en yta av 2,41 kvadratkilometer eller 7 % av avrinningsområdet.

## Delavrinningsområde (614780-133210)
Åmossarna är en sjö och ingår i Nybroån-Sege ås kustområde. Sjön har en area på 0,0303 kvadratkilometer och ligger 27,2 meter över havet.
Åmossarna ingår i det delavrinningsområde (614780-133210) som SMHI kallar för Mynnar i havet. Medelhöjden är 33 meter över havet och ytan är 36,24 kvadratkilometer. Det finns inga avrinningsområden uppströms utan avrinningsområdet är högsta punkten. Avrinningsområdets utflöde mynnar i havet. Avrinningsområdet består mestadels av jordbruk (84 %). Avrinningsområdet har 0,1 kvadratkilometer vattenytor vilket ger det en sjöprocent på 0,3 %. Bebyggelsen i området täcker en yta av 2,41 kvadratkilometer eller 7 % av avrinningsområdet.

## Delavrinningsområde (614810-133249)
Åmossarna är en sjö och ingår i Nybroån-Sege ås kustområde.